# Jurja
Jurja (russisch Юрья́) ist eine Siedlung städtischen Typs in der Oblast Kirow in Russland mit 5668 Einwohnern (Stand 14. Oktober 2010).

## Geographie
Der Ort liegt gut 50 km Luftlinie nordnordwestlich des Oblastverwaltungszentrums Kirow. Er befindet sich am linken Ufer des namensgebenden Flusses Jurja, wenig oberhalb seiner Mündung in den rechten Wjatka-Nebenfluss Welikaja.
Jurja ist Verwaltungszentrum des Rajons Jurjanski sowie Sitz und einzige Ortschaft der Stadtgemeinde Jurjanskoje gorodskoje posselenije.

## Geschichte
Der Ort entstand ab 1898, als dort beim Bau der Eisenbahnstrecke Perm – Wjatka – Kotlas eine nach dem Fluss benannte Station errichtet wurde. Die Bezeichnung entstammt dem Komi-Syrjanischen (jur steht für „Kopf(ende)“).
1958 erhielt der Ort den Status einer Siedlung städtischen Typs. Am 12. Januar 1965 wurde Jurja Verwaltungssitz eines neu geschaffenen, nach ihm benannten Rajons.
Am 14. Juli 1992 wurde die nördlich anschließende, ab 1959 entstandene geheime Militärsiedlung mit Tarnnamen Jurja-2 als eigenständige Siedlung ausgegliedert (ab 1994 unter dem Namen Perwomaiski).

### Bevölkerungsentwicklung
| Jahr | Einwohner | Bemerkung                             |
| ---- | --------- | ------------------------------------- |
| 1939 | 2.151     |                                       |
| 1959 | 5.217     |                                       |
| 1970 | 8.225     | mit Jurja-2 (heute Perwomaiski)       |
| 1979 | 10.193    | mit Jurja-2                           |
| 1989 | 14.821    | mit Jurja-2                           |
| 2002 | 6.169     | zum Vergleich: 15.469 mit Perwomaiski |
| 2010 | 5.668     | zum Vergleich: 11.815 mit Perwomaiski |

Anmerkung: Volkszählungsdaten

## Verkehr
Jurja besitzt einen Bahnhof bei Kilometer 67 der 1899 eröffneten Eisenbahnstrecke Kirow – Kotlas. In das benachbarte Perwomaiski und weiter in nordöstlicher Richtung verläuft eine militärischen Zwecken dienende Güteranschlussstrecke.
Einige Kilometer westlich der Siedlung verläuft die föderale Fernstraße R176 Wjatka von Tscheboksary über Joschkar-Ola und Kirow nach Syktywkar.